# El nostre poble
 El nostre poble  (original: Our Town) és una pel·lícula estatunidenca dirigida per Sam Wood, estrenada el 1940. Ha estat doblada al català.

## Argument
Relat de l'Amèrica costumista. El canvi arriba lentament a Grovers Corners, una petita ciutat de Nou Hampshire a principis del segle xx. La gent creix, s'hi casa, viu, i mor. La llet i el diari els reparteixen tots els matins, i ningú no tanca les portes. Tot plegat explicat pel senyor Morgan. George Gibbs, el fill del metge, i Emily Webb, la filla del director del diari local, comencen a interessar-se l'un per l'altre.

## Repartiment
- William Holden: George Gibbs
- Martha Scott: Emily Webb
- Fay Bainter: Mrs. Gibbs
- Beulah Bondi: Mrs. Webb
- Thomas Mitchell: Doc Gibbs
- Guy Kibbee: Mr. Webb
- Frank Craven: Mr. Morgan
- Stuart Erwin: Howie Newsome
- Charles Trowbridge: Doc Ferguson

## Premis i nominacions

### Nominacions
- 1941: Oscar a la millor pel·lícula
- 1941: Oscar a la millor actriu per Martha Scott
- 1941: Oscar a la millor banda sonora per Aaron Copland
- 1941: Oscar a la millor direcció artística per Lewis J. Rachmil
- 1941: Oscar a la millor edició de so per Thomas T. Moulton